# Lepadogaster candolii
Lepadogaster candolii is een straalvinnige vis uit de familie van schildvissen (Gobiesocidae) en behoort derhalve tot de orde van schildvisachtigen (Gobiesociformes) of de onderorde schilvisachtigen. De vis kan een lengte bereiken van 7 cm.

## Leefomgeving
Lepadogaster candolii is een zoutwatervis. De vis prefereert een subtropisch klimaat en leeft hoofdzakelijk in de Atlantische Oceaan. Bovendien komt Lepadogaster candolii voor in de Middellandse Zee.

## Relatie tot de mens
In de hengelsport wordt er weinig op de vis gejaagd.

## Synoniemen
De volgende synoniemen zijn voor deze vis bekend:
- Lepadogaster adherens Bonaparte, 1846
- Lepadogaster candollei Risso, 1810
- Lepadogaster candollii  Risso, 1810
- Lepadogaster cephalus  Thompson, 1839
- Lepadogaster chupasangue  Yarrell, 1859
- Lepadogaster decandollei  Risso, 1827
- Lepadogaster decandollii  Risso, 1827
- Lepadogaster jussieui  Risso, 1827
- Lepadogaster olivaceus  Risso, 1810
- Lepadogaster ottaviani  Cocco, 1833
- Lepadogaster rafinesqui  Costa, 1840
- Lepadogaster ruber  Plucàr, 1846
- Lepidogaster chupasangue  Yarrell, 1859
- Mirbelia decandollii (Risso, 1827)